# دالي تشادويك
دالي تشادويك (بالإنجليزية: Dale Chadwick)‏ هو لاعب اتحاد الرغبي جنوب أفريقي، ولد في 20 يونيو 1989 في ديربان في جنوب أفريقيا.

## وصلات خارجية
- دالي تشادويك على موقع ItsRugby.co.uk (الإنجليزية)